# Van Buren (Arkansas)
Van Buren és una població dels Estats Units a l'estat d'Arkansas. Segons el cens del 2006, Estimate tenia 21.249 habitants.

## Demografia
Segons el cens del 2000, Van Buren tenia 18.986 habitants, 6.947 habitatges, i 5.182 famílies. La densitat de població era de 486,8 habitants/km².
Dels 6.947 habitatges en un 40,4% hi vivien nens de menys de 18 anys, en un 56,2% hi vivien parelles casades, en un 14,7% dones solteres, i en un 25,4% no eren unitats familiars. En el 21,7% dels habitatges hi vivien persones soles el 8,2% de les quals corresponia a persones de 65 anys o més que vivien soles. El nombre mitjà de persones vivint en cada habitatge era de 2,67 i el nombre mitjà de persones que vivien en cada família era de 3,12.
Per edats la població es repartia de la següent manera: un 29,6% tenia menys de 18 anys, un 9% entre 18 i 24, un 30,7% entre 25 i 44, un 20,1% de 45 a 60 i un 10,6% 65 anys o més.
L'edat mediana era de 33 anys. Per cada 100 dones de 18 o més anys hi havia 86,8 homes.
```
Entorn al 13,5% de les famílies i el 16,7% de la població estaven per davall del 
llindar de pobresa
.
```

## Poblacions més properes
El següent diagrama mostra les poblacions més properes.